# リー・ウィリアムソン
リー・ウィリアムソン（Lee Williamson、1982年6月7日 - ）は、イングランド・ダービー出身の元プロサッカー選手。サッカージャマイカ代表。ポジションはMF。

## 経歴

### クラブ
マンスフィールド・タウンFCプロデビュー。以来、イングランド国内の下位リーグクラブを転々とした。2016–17シーズン終了後にバートン・アルビオンFCを退団して以降、無所属の状態が続いている。

### 代表
2008年5月にジャマイカ代表に初招集された。その後は長期にわたって代表から遠ざかったが、2015年に約7年ぶりに招集された。2015年9月8日のワールドカップ予選・ニカラグア戦でジャマイカ代表デビュー。

## 所属クラブ
- マンスフィールド・タウンFC 1999-2004
- ノーサンプトン・タウンFC 2004-2005
- ロザラム・ユナイテッドFC 2005-2007
- ワトフォードFC 2007-2009

→ プレストン・ノースエンドFC 2009 (loan)
- シェフィールド・ユナイテッドFC 2009-2012
- ポーツマスFC 2012-2013
- ブラックバーン・ローヴァーズFC 2013-2016
- バートン・アルビオンFC 2016-2017

## タイトル
個人
- フットボールリーグ・サードディビジョン年間ベストイレブン: 2001-02